# Gebrínio
Gebrínio (em latim: Gebrinius) ou Mercúrio Gebríbio (Mercurius Gebrinius), na religião galo-romana, é uma versão céltica do deus romano Mercúrio que foi cultuado pelos úbios na Gália Oriental (mais tarde a província da Germânia Inferior). É conhecido somente através de 10 inscrições descobertas em 1920 embaixo da Catedral de Bona, bem como um santuário romano do século II situado na cidade.
Por haver a representação de um carneiro em algumas das pedras votivas dedicadas a Gebrínio, se sugere que seu nome se relacione com o gaulês gabros, Áries, e igualmente com o irlandês antigo gabor e o galês gafr. Esta interpretação é amplamente aceita, em detrimento da sugestão que considera-o meramente associado a um bode.

## Inscrições
- Nesselhauf Nr.  186: AE 1931, 26 Deo Merc[u]/rio Gebrinio Aurelius / Perula p(raepositus?) p(ortus?) L(irensis?) / rip(a)e Rheni leg(ionis) / I M(inerviae) templum / [?]
- Nesselhauf Nr. 187: AE 1930, 31 Mercurio / Gebrinio / Adnamatius / Dubitatus / mi[l(es)] leg(ionis) I M(inerviae) / [?]
- Nesselhauf Nr. 188: AE 1931, 27 Deo Mercurio Gebrin(io) / C(aius) Victorius / Liberalis nego/{t}tiator cretarius v(otum) s(olvit) l(ibens) m(erito)
- Nesselhauf Nr. 189: Mercurio Gebri/nio Amandini / Similis et Ianua/rius v(otum) s(olverunt) l(ibentes) m(erito)
- Nesselhauf Nr. 190: Mercurio Gebri/nio ex imp(erio) ips(ius) C(aius) Ana/illius Atto et Anail/lius Attonius pro / se et suis l(ibentes) m(erito)
- Nesselhauf Nr. 191: Mercurio Gebri/nio M(arcus) Cu[3]o/nius Vict[o]r / pro se et su[is] s(olvit) l(ibens) m(erito)
- Nesselhauf Nr. 192: Mercurio / Gebrinio / L(ucius) Manius / Sacer / v(otum) s(olvit) l(ibens) m(erito)
- Nesselhauf Nr. 193: Me[rcurio] / Gebr[i]n[io] / L(ucius) Paccius / Paris / v(otum) s(olvit) l(ibens) l(aetus) m(erito)
- Nesselhauf Nr. 194: Deo Mercurio Gebr/innio(!) Marcus Ulpi/[u]s Gratus votum / [so]lvit libens merit/[o] pro se et suis om/nibus
- Nesselhauf Nr. 195: [Merc]urio / [Gebr]inio / [3]niu[s]